# Соуза, Алекс де
Александро де Соуза (порт.-браз. Alexsandro de Souza; род. 14 сентября 1977, Куритиба), более известный под именем Алекс (порт.-браз. Alex) — бразильский футболист, атакующий полузащитник; тренер. Выступал за сборную Бразилии, занимал должность капитана команды.

## Биография
В 1997 году перешёл в «Палмейрас» за 3 млн долларов. В 2000 году «Парма» заплатила за игрока уже 15 млн долларов, но клуб не мог заявить ещё одного игрока не из Евросоюза, поэтому отдал его в аренду в «Фламенго». Из-за финансовых проблем в клубе покинул команду и снова начал играть за «Палмейрас». В 2000 году ФИФА пытался признать контракт игрока с «Пармой» недействительным из-за финансовых махинаций клуба и отстранил игрока на 2 месяца от игр за «Крузейро», с которым игрок заключил контракт. После дисквалификации игрок снова вернулся в «Палмейрас». В 2002 году «Парма» расторгла с Алексом контракт из-за несоблюдения им игровой формы. Игрок вернулся в Бразилию — на этот раз снова в «Крузейро».
После 2 лет игр за бразильский клуб Алекса пригласил турецкий «Фенербахче», где он стал лидером и капитаном команды. 9 апреля 2006 года Алекс забил два гола в матче чемпионата Турции против «Сивасспора», второй гол стал 250-м за карьеру. В 2007 году президент клуба предлагал игроку пожизненный контракт, но Алекс отказался. В 2011 году Алекс попал под следствие по подозрению в организации договорных матчей своего клуба «Фенербахче», клуб исключили из еврокубков. 1 октября 2012 года клуб принял решение расторгнуть контракт с футболистом в одностороннем порядке из-за конфликта бразильца с главным тренером команды Айкутом Коджаманом.
18 октября 2012 года Алекс перешёл в клуб «Коритиба», где и закончил карьеру в декабре 2014 года.
5 апреля 2021 года вошёл в тренерский штаб молодёжной команды «Сан-Паулу» (до 20 лет) под руководством Оливейры. Контракт подписан на 2 года. 27 июня 2021 года «Сан-Паулу» под руководством Алекса одержал победу над «Атлетико Паранаэнсе» (1:0) в 1-м туре молодёжного чемпионата Бразилии (до 20 лет).

## Достижения

### Командные
- Обладатель Кубка Меркосур (1): 1998
- Финалист Кубка Меркосур (1): 1999
- Обладатель Кубка Бразилии (2): 1998, 2003
- Серебряный призёр штата Сан-Паулу (1): 1999
- Обладатель Кубка Либертадорес (1): 1999
- Финалист Кубка Либертадорес (1): 2000
- Финалист Межконтинентального кубка (1): 1999
- Победитель турнира Рио — Сан-Паулу (1): 2000
- Обладатель Кубка чемпионов Бразилии (1): 2000
- Чемпион штата Рио-де-Жанейро (1): 2000
- Обладатель Кубка Сул-Минас (2): 2001, 2002
- Чемпион Бразилии (1): 2003
- Серебряный призёр чемпионата Бразилии (1): 1997
- Чемпион штата Минас-Жерайс (2): 2003, 2004
- Чемпион Турции (3): 2004/05, 2006/07, 2010/11
- Серебряный призёр чемпионата Турции (4): 2005/06, 2007/08, 2009/10, 2011/12
- Обладатель Суперкубка Турции (2): 2007, 2009
- Обладатель Кубка Турции (1): 2011/12
- Финалист Кубка Турции (4): 2004/05, 2005/06, 2008/09, 2009/10
- Обладатель Кубка Америки (2): 1999, 2004
- Финалист Кубка конфедераций (1): 1999

### Личные
- Юношеский Золотой мяч Бразилии (1): 1990, 1991
- Лучший молодой игрок чемпионата штата Парана (1): 1994
- Открытие чемпионата штата Парана (1): 1995
- Лучший игрок чемпионата штата Парана (1): 1996
- Лучший полузащитник чемпионата штата Парана (1): 1997
- 3-й форвард в мире по версии IFFHS (1): 1999
- Лучший полузащитник Южной Америки по версии El País (2): 1999, 2003
- Лучший полузащитник штата Минас-Жерайс (трофей Теле Сантаны) (1): 2002
- Лучший игрок штата Минас-Жерайс (трофей Теле Сантаны) (1): 2003
- Золотой мяч Бразилии (1): 2003
- Лучший игрок чемпионата Турции (3): 2004, 2005, 2006
- Специальная премия ФИФА — 500 матчей за карьеру: 2005
- Лучший бомбардир Кубка Турции (1): 2004/2005 (4 гола)
- Лучший бомбардир чемпионата Турции (2): 2006/07 (19 голов), 2010/11 (28 голов)
- Лучший ассистент Лиги чемпионов УЕФА: 2007/08 (6 голевых пасов)
- Рекордсмен «Крузейро» по количеству голов в одном матче чемпионата Бразилии: 5 голов[12]